# Classe Audacious (cuirassé)
Pour les autres classes de navires du même nom, voir Classe Audacious.
La classe Audacious est une une classe de cuirassés de la Royal Navy.

## Description
La principale motivation de l'Amirauté est la politique française, déjà bien avancée, d'envoyer ses propres petits navires cuirassés dans ses stations lointaines. Le HMS Monarch est en construction et celle du HMS Captain est autorisée. Ces deux navires sont armés de tourelles, la presse s'agite pour un armement monté sur tourelle dans ces navires nouvellement commandés. L'Amirauté, cependant, décide que, comme il y a eu une longue succession de cuirassés réussis, et que les seuls navires aux tourelles armés sont certains navires de défense côtière à faible déplacement et à portée limitée, il serait préférable d'attendre l'évaluation du Monarch et du Captain avant de s'écarter du principe du côté.
Comme les navires sont destinés à servir dans des eaux très éloignées de la Grande-Bretagne, et compte tenu de l'efficacité limitée des machines à vapeur de l'époque, il est nécessaire de les équiper d'un gréement complet. Edward Reed croit que dans un navire entièrement gréé, l'armement transporté dans une batterie centrale de bord est la méthode supérieure, s'il n'est pas obstrué par les mâts et le gréement. Le concepteur et l'Amirauté sont donc tout à fait d'accord sur le fait que ces navires ne doivent pas être armés d'une artillerie montée sur tourelle. La plate-forme est conversionie en plate-forme de barque, qui nécessite moins de mains pour être gérée.
Les navires sont conçus selon les lignes du HMS Defence, alors âgé de plus de cinq ans. Reed constate qu'avec les dimensions de l'ancien navire, l'armement, le blindage et les machines seraient tous insuffisants pour les besoins énoncés, et demande une augmentation du tonnage, ce qui est accordé à contrecœur par le Board of Admiralty.
Bien que quatre navires fussent nécessaires, au départ seulement deux, le HMS Audacious et le HMS Invincible, ont leurs quilles posées. L'Amirauté, à la suite d'un engagement pris devant le Parlement par le Premier Lord de l'Amirauté, met les deux autres navires en appel d'offres. Des soumissions de divers modèles sont reçues: un navire à bordée et à tourelle de Mare & Company, un navire à bordée de Palmers, un navire à bordée différent de Thames Ironworks et des navires à tourelle de Napiers, Frères Samuda et Lairds Co & Sons. Tous sont jugés inadéquats d'une manière ou d'une autre, et finalement les troisième et quatrième navires sont construits, avec un certain retard, selon la conception de l'Amirauté.
Cette classe est la première classe homogène de cuirassés à être lancée depuis la classe Prince Consort, et la dernière jusqu'à la classe Admiral.

## Navires
- Audacious : Lancé le 27 février 1869. Rebaptisé HMS Fisgard en 1902 et reclassé en navire de dépôt. Rebaptisé HMS Imperieuse en 1914 et reclassé en navire de réparation. Vendu pour démolition le 12 mars 1927.
- Invincible : Lancé le 29 mai 1869. Reclassé en navire de dépôt en 1901. Rebaptisé HMS Erebus en 1904. Rebaptisé HMS Fisgard II et reclassé en navire-école en 1906. Coulé alors qu'il était remorqué le 17 septembre 1914.
- Iron Duke : Lancé le 1er mars 1870. Mis en réserve en 1890, conversioni en ponton à charbon en 1900. Vendu à la ferraille le 15 mai 1906.
- Vanguard : Lancé le 3 janvier 1870. Coulé après une collision accidentelle avec l’Iron Duke le 1er septembre 1875.